# Robert W. Hasbrouck

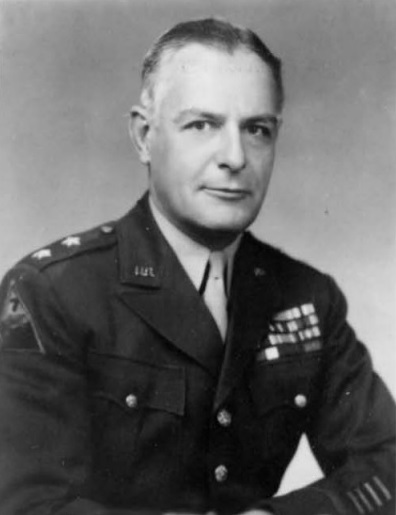
Robert W. Hasbrouck

Robert Wilson Hasbrouck (* 2. Februar 1896 in Kingston, Ulster County, New York; † 19. August 1985 in Washington, D.C.) war ein Generalmajor der United States Army. Er war unter anderem Kommandeur der 7. Panzerdivision.
Robert Hasbrouck war ein Sohn von Jansen Hasbrouck Jr. (1854–1935) und dessen Frau Cornelia Wilson (1886–1962). Im Jahr 1917 absolvierte er die United States Military Academy in West Point. Nach seiner Graduation wurde er als Leutnant der Artillerie zugeteilt. In der Armee durchlief er anschließend alle Offiziersränge vom Leutnant bis zum Zwei-Sterne-General.
Im Lauf seiner militärischen Karriere absolvierte er verschiedene Kurse und Schulungen. Dazu gehörten unter anderem der Field Artillery Officers Course, das Command and General Staff College und das United States Army War College.
Im Sommer 1918 wurde er mit einer Einheit der Küstenartillerie zu den American Expeditionary Forces nach Frankreich versetzt, um am Ersten Weltkrieg teilzunehmen. Seine Einheit war noch in der Vorbereitung auf einen militärischen Einsatz, als am 11. November 1918 der Waffenstillstand die Kampfhandlungen beendete.
Nach dem Krieg war Hasbrouck unter anderem als Militärberater im neu entstandenen Staat Polen tätig. Für einige Zeit gehörte er auch den Besatzungstruppen in Deutschland an. In den 1920er und 1930er Jahren absolvierte er den für Offiziere in den entsprechenden Rangstufen üblichen Dienst in unterschiedlichen Einheiten und Standorten. Dazu gehörten auch Aufgaben als Stabsoffizier in verschiedenen Hauptquartieren. In dieser Zeit besuchte er auch die erwähnten Militärschulen. Außerdem war er als Dozent für Militärwissenschaft unter anderem an der Princeton University tätig.
Hasbrouck baute das erste Panzerbataillon des US-Heeres auf, das er für einige Zeit auch kommandierte. Zwischen September 1937 und Februar 1941 gehörte er dem Stab des Kriegsministeriums in Washington, D.C. an. Dort war er an Planungen unter anderem für Einberufungen und Mobilmachung im Falle eines Krieges beteiligt. Zwischen März 1941 und Februar 1942 kommandierte er das 22. Feldartillerieregiment, das der damals neuaufgestellten 4. Panzerdivision unterstellt war. Das Regiment war damals in Fort Drum stationiert. In seine Zeit als Regimentskommandeur fiel im Dezember 1941 der amerikanische Eintritt in den Zweiten Weltkrieg.
In der Folge wurde Hasbrouck zum Stab der 1. Panzerdivision versetzt, die damals noch in Fort Knox ansässig war, wo sie kurz zuvor neuaufgestellt worden war. Zwischen April und August 1942 war Hasbrouck Stabschef dieser Division. Danach erhielt er das Kommando über eine Brigade (Combat Command B) der 8. Panzerdivision. Dieses Kommando bekleidete er zwischen September 1942 und August 1943. Seine Einheit und die gesamte 8. Panzerdivision waren damals noch nicht im Krieg eingesetzt.
Nach einer zwischenzeitlich anderen Verwendung wurde Hasbrouck zum Stab der 1st US Army Group nach England versetzt, die später in 12th Army Group umbenannt wurde. Diesem Stab gehörte er bis September 1944 an. Dabei war er auf dem europäischen Kriegsschauplatz eingesetzt. Die von Omar N. Bradley kommandierte 12. Army Group war mit bis zu 1,3 Millionen Soldaten der größte Heeresverband in der amerikanischen Geschichte. Ihre Truppen waren an der Landung der Alliierten in der Normandie beteiligt und drangen später von Frankreich aus nach Osten in Richtung Deutschland vor.
Am 22. September 1944 erhielt Robert Hasbrouck das Kommando über eine Brigade der 7. Panzerdivision, die ebenfalls in Nordfrankreich eingesetzt war. Nachdem in den folgenden Wochen die 7. Division unter starken Druck geriet und im Oktober von deutschen Angriffen überrascht wurde, fiel deren bisheriger Kommandeur Lindsay M. Silvester bei seinen Vorgesetzten in Ungnade und wurde seines Postens enthoben. An seine Stelle als neuer Divisionskommandeur trat nun am 1. November 1944 Robert Hasbrouck. Er behielt dieses Kommando bis zur Auflösung der Division im Oktober 1945. Während der Endphase des Krieges war die Division unter anderem an der Niederschlagung der deutschen Ardennenoffensive und der Schlacht um Remagen im März 1945 beteiligt. Danach gehörte sie den Besatzungstruppen in Deutschland an.
Nach dem Krieg war Hasbrouck zwischen Dezember 1945 und August 1946 Stabschef der Army Ground Forces. Im September 1947 ging er in den Ruhestand.
Der seit 1932 mit Marjorie Nightingale (1904–1990) verheiratete Offizier verbrachte seinen Lebensabend in Washington, D.C. Dort gehörte er zeitweise der Hoover Commission an, die Vorschläge zur Verbesserung der Regierungsverwaltung auf Bundesebene ausarbeitete. Dabei gehörte er zu den Wegbereitern der Stelle des Chairman of the Joint Chiefs of Staff. Zwischen 1952 und 1960 war Hasbrouck Vorstandsvorsitzender der Federal Financial Services Corporation. Er starb am 19. August 1985 im MedStar Georgetown University Hospital in Washington, D.C. und wurde auf dem Friedhof der Militärakademie in West Point beigesetzt.

## Orden und Auszeichnungen
Robert Hasbrouck erhielt im Lauf seiner militärischen Laufbahn unter anderem folgende Auszeichnungen:
- Army Distinguished Service Medal
- Silver Star
- Legion of Merit
- Bronze Star Medal
- World War I Victory Medal
- Army of Occupation Medal
- American Defense Service Medal
- World War II Victory Medal